# Vihren
Vihren (búlgar: Вихрен) és el pic més alt de les Muntanyes Pirin a Bulgària fa 2,914 metres (9,560 ft). Malgrat ser de topografia càrstica li manquen els llacs i els rierols però hi ha llacs i una glacera, Snezhnika, als seus peus. Fins 1942 el Vihren era conegut com a Eltepe (pic de tempestes); i també s'havia dit Buren (tempestuós) i Malnienosets (portador de llamps). El Parc Nacional de Pirin originàriament s'havia conegut com a Parc Nacional de Vihren. Vihren està inclòs en els 100 Llocs Turístics de Bulgària amb el nombre segon.

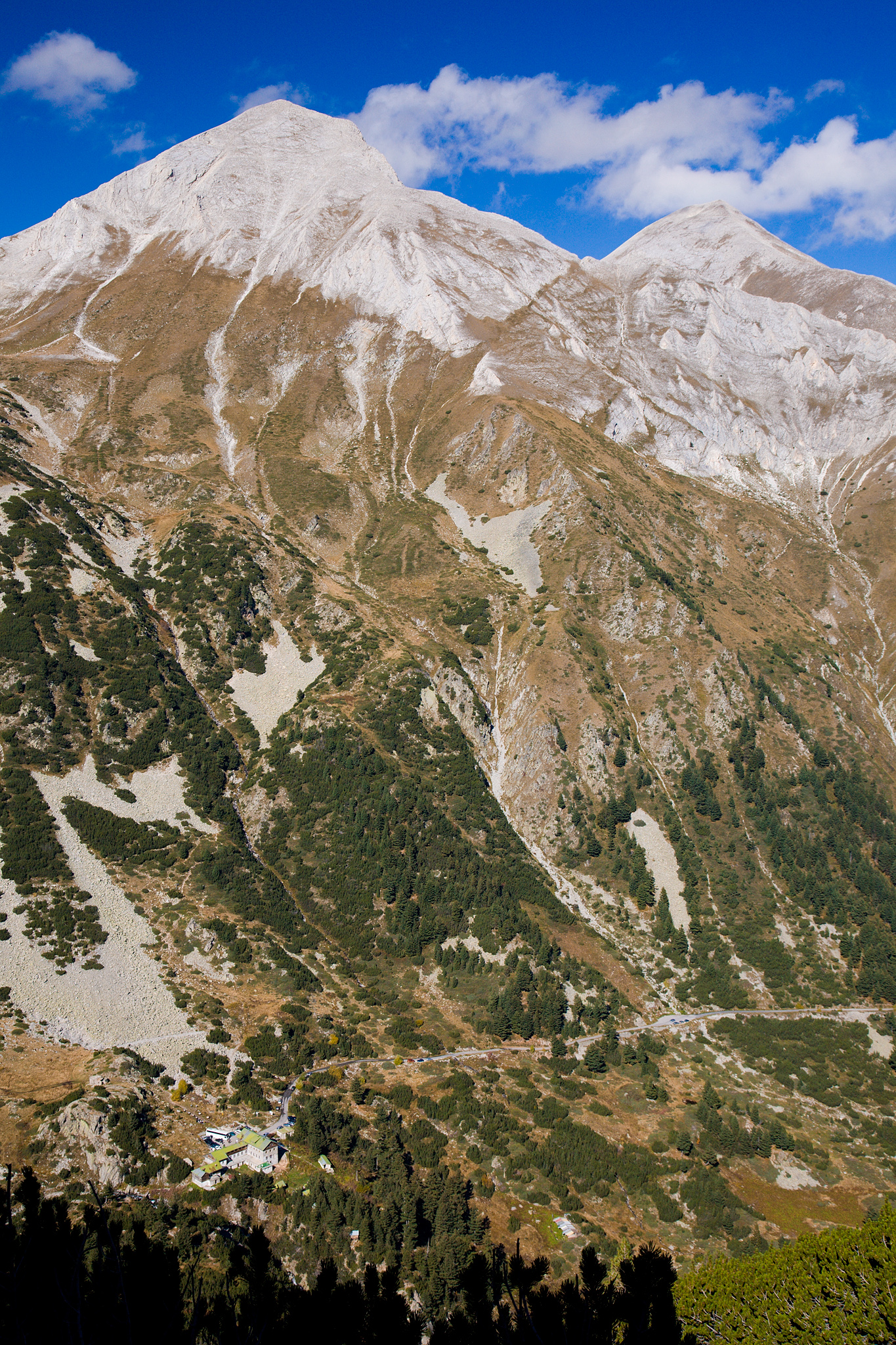
Vista del Vihren